# 长梗厚皮香
长梗厚皮香（学名：Ternstroemia longipedicellata）为山茶科厚皮香属下的一个种。

## 扩展阅读
- 維基物種上的相關：长梗厚皮香